# 入広瀬村

現・魚沼市域における平成の大合併。当村は小出町に対して北東部に位置した。

入広瀬村（いりひろせむら）は、新潟県北魚沼郡にあった村。2004年11月1日に小出町、堀之内町、湯之谷村、広神村、守門村との合併により魚沼市となった。

## 地理

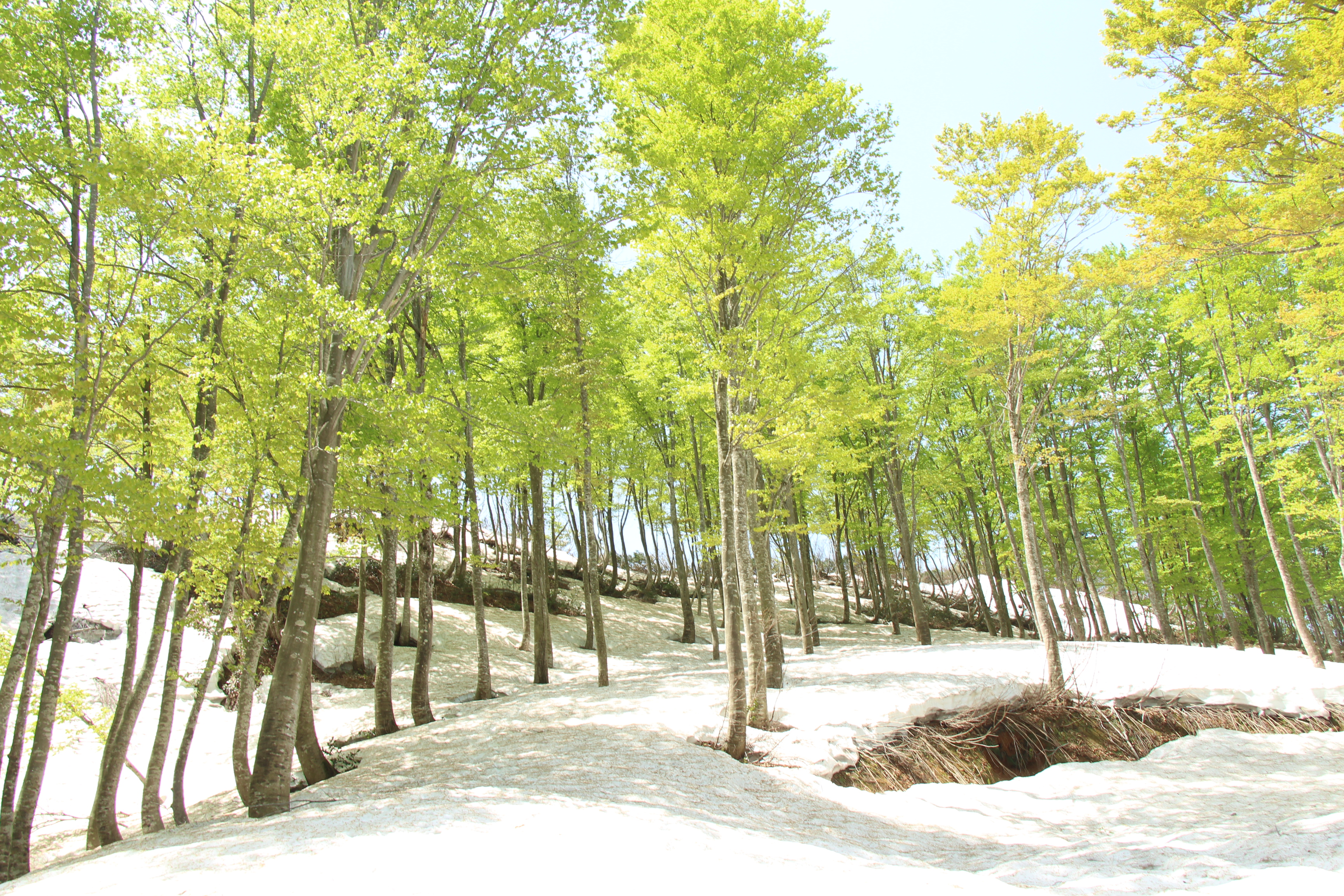
大白川のブナ林（合併後の2017年5月撮影）

国内有数の豪雪地帯であり、1936年（昭和11年）には積雪606 cmを観測した。
集落は国道・鉄道沿いの中心集落である穴沢・大栃山・平野又新田と、山麓部の横根・芋鞘新田、奥地の大白川新田の計7つで主に構成される。
- 山：守門岳、浅草岳
- 河川：破間川、黒又川、末沢川
- 湖沼：鏡ヶ池、黒又川第一ダム、黒又川第二ダム、破間川ダム

### 隣接していた自治体
- 東：福島県南会津郡只見町
- 西：広神村、守門村
- 南：湯之谷村
- 北：南蒲原郡下田村

## 歴史

### 沿革
- 1889年（明治22年）4月1日 - 町村制施行に伴い北魚沼郡穴沢村、平野又新田、芋鞘新田、大栃山村、田小屋村、大白川新田が合併し、入広瀬村が発足。また高根村が成立。
- 1893年（明治26年）4月7日 - 北魚沼郡高根村を編入。
- 2004年（平成16年）11月1日 - 小出町、堀之内町、湯之谷村、広神村、守門村と合併して魚沼市が誕生。入広瀬村は消滅。

魚沼市の歴史も参照のこと。

## 行政
- 村長：佐藤 武邦（2000年7月25日から2004年10月31日まで）

## 姉妹都市・提携都市

### 国外
- 江蘇省揚州市湾頭鎮（中国）

## 教育
- 入広瀬小学校
- 入広瀬中学校[注 1][4]

## 交通

### 道路
高速道路
村内に高速道路は通っていない。最寄りは小出町の魚沼インターチェンジ（関越自動車道）となる。
国道
- 国道252号
  - 六十里越

都道府県道
- 主要地方道
  - なし

道の駅
- いりひろせ

### 鉄道
- 東日本旅客鉄道（JR東日本）只見線
  - 入広瀬駅、柿ノ木駅[注 2]、大白川駅

## 名所・旧跡・観光スポット・祭事・催事

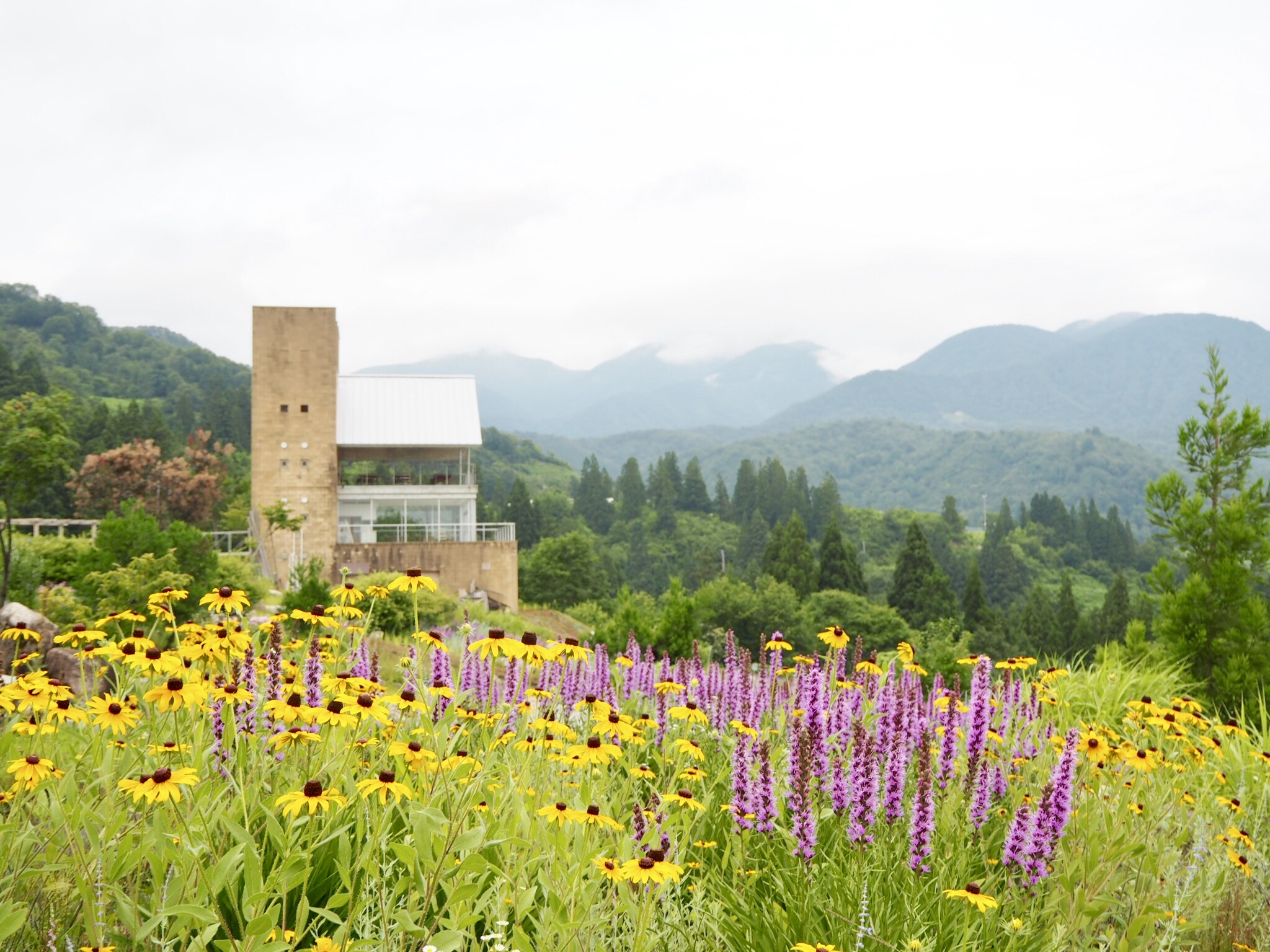
越後ハーブ香園（合併後の2017年7月撮影）

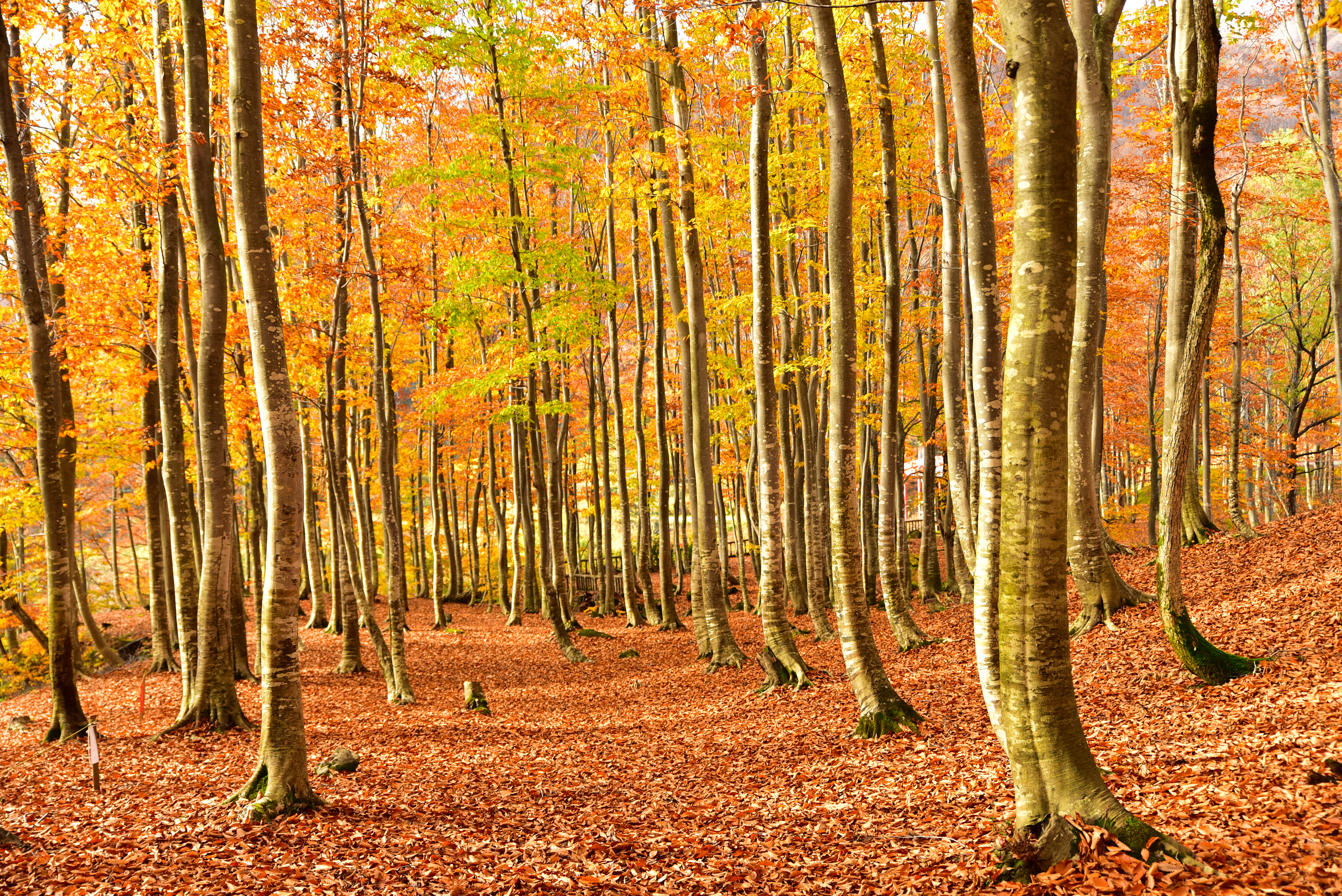
浅草岳公園の紅葉（合併後の2019年11月撮影）

山菜を村おこしに活かそうと、1983年（昭和58年）「さんさい共和国」の独立が宣言されている。
須佐昭三村長のもとで、1970年代半ばから1980年代にかけて山菜会館、総合文化スポーツセンター・若者の砦、若者就業センター、サイクリングターミナル「サングリーンパーク」、淡水魚水族館「信濃川フィッシュハウス」、自然活用センター（大白川駅）、雪国観光会館（入広瀬駅）など様々な施設が建設され、観光開発が盛ん。1989年（平成元年）には掘削により「ニュー浅草岳温泉」の湧出に成功し、浅草山荘、サン・グリーンパーク、浅草岳大自然館の3施設への温泉供給が開始されたほか、大自然館内には洞窟風呂が整備された。1993年には入広瀬駅近くでも掘削による温泉湧出に成功し、温泉・サウナのほか温水プールやウオータースライダー、野菜作り用の温室などを備えた施設「寿和温泉ドリームタウン」が建設された。また、同年からは大都市の住民に土地代無料でセカンドハウスを提供する「ドリームホームタウン事業」が開始された。
- 只見線の車窓
- 寿和温泉[13]
- 日本ワイルドフード植物園[13] - 1996年オープン[14]。
- 越後ハーブ香園[13] - 1999年オープン[15]。
- 鏡が池[13]
- 野山の幸資料館[13] - 1997年オープン[16]。
- 入広瀬駅（雪国観光会館・民俗資料館）[13]
- 鷹待城跡[13]（鷹待山）
- 田代平[13]
- 関越国際大原スキー場
- 奥只見レクリェーション都市公園 浅草岳公園
- ニュー浅草岳温泉
- 只見映画劇場 - 映画館。